# 王思潮
王思潮（1937年—2016年6月17日），广东潮安人，中国行星天文学家、隕石學家、UFO專家和科普作家，曾任中國科學院紫金山天文台研究員。

## 生平
1963年於北京大學物理系畢業。自1960年代起进入中國科學院紫金山天文台工作，直至1999年退休。
從1970年代開始研究隕石學，並多次參與隕石考察。曾擔任過三屆国际陨石学会陨石命名委员会委员。
在1986年哈雷彗星回歸時，王思潮與紫金山天文台另一研究員張家祥一同至澳洲觀測。1994年，王思潮任彗木碰撞观测協調組秘書長。
王思潮從紫金山天文台退休後，便全力投入科學普及的工作。其主編的《天文爱好者观测手册》於2012年出版。
2016年6月17日，王思潮因腦溢血於南京逝世。

## UFO研究
王思潮在接受《中国科学报》采访时表示，他在1971年見到來自揚州地区的幾份UFO目擊報告後，對不明飞行物現象產生興趣，從此開始著手研究不明飞行物目擊案例。2005年，王思潮參與了在大連市舉辦的首届世界UFO大会。
2010年，王思潮表示相信外星生命存在，且其不明飞行物有能力造访地球，「茫茫宇宙中至少還有96%的部分，人類尚不清楚。我們應以開放的心態科學探索未知事物」。他認為對於不明飞行物現象，應「大膽假設，小心推論」。

## 著作
- 《天文愛好者新觀測手冊》（2011年）
- 《遨游星空——天文爱好者观测探秘》（2014年）
- 《遨游星空——天文爱好者基础知识》（2014年）
- 《太空之路》（2016年）

## 外部連結
- 王思潮的新浪微博